# Maafushi (Süd-Malé-Atoll)
Maafushi (Dhivehi މާފުށި) ist eine der bewohnten Inseln des Süd-Malé-Atolls und vor allem bekannt durch das Staatsgefängnis am südlichen Ende der Insel. Maafushi liegt ca. 27 Kilometer südlich von der Hauptstadt Malé und beherbergt etwa 2600 Einheimische auf einer Fläche von ca. 1270 × 265 Metern.
Die Insel wurde bei dem Tsunami vom 26. Dezember 2004 zerstört und anschließend wieder aufgebaut. Die Bevölkerung der Insel lebt heute hauptsächlich vom Tourismus und von der Fischerei.

## Tourismus
Die Veränderung der Insel, die hauptsächlich von Fischerei lebte, zu einer Tourismusinsel begann im Jahr 2009, als die Regierung der Malediven den Tourismussektor liberalisierte. 2010 wurde das erste Gästehaus gebaut. 2018 beherbergt Maafushi etwa 60 Gästehäuser und Hotels. 2017 wurde der Strandabschnitt am nordwestlichen Ende der Insel für den Tourismus ausgebaut. Am „Bikini-Beach“ ist es Touristen erlaubt, sich in Bikini und Badeshorts aufzuhalten.
Durch die Fähranbindung zur Hauptinsel Malé ist Maafushi beliebt bei Individualtouristen. Die Fähre verkehrt einmal täglich, mit Ausnahme des Freitags, zwischen der Hauptinsel und Maafushi. Zusätzlich fahren täglich mehrere Schnellboote von Male und dem Flughafen Maafushi an.